# The Uncovering of Mary Willumsen
|  | Denne artikel er oprettet af botten PalnaBot ud fra en ekstern database. Den kan derfor have sproglige fejl eller mangler. Denne skabelon kan fjernes efter kontrol af indholdet. |

The Uncovering of Mary Willumsen er en dokumentarfilm instrueret af Anthony Evans efter manuskript af Anthony Evans.

## Handling
Med hjælp fra frisøren Karin forsøger denne film at genskabe den originale reseach foretaget af den amerikanske Andrew Daneman i for at afdække alt om den danske fotograf Mary Willumsen. Mary Willumsen var mest aktiv i perioden 1914-22, hvor hun optog fotografier af nøgne kvinder på badeanstalten Helgoland. Andrew Danemans arbejde resulterede i en udstilling af hendes arbejder på Glyptoteket.